# Галлатін (Теннессі)
Галлатін (англ. Gallatin) — місто (англ. city) в США, в окрузі Самнер штату Теннессі. Населення — 44 431 особа (2020).

## Географія
Галлатін розташований за координатами 36°22′43″ пн. ш. 86°28′9″ зх. д. / 36.37861° пн. ш. 86.46917° зх. д. (36.378477, -86.469097).  За даними Бюро перепису населення США в 2010 році місто мало площу 82,23 км², з яких 80,80 км² — суходіл та 1,43 км² — водойми.

## Демографія
Згідно з переписом 2010 року, у місті мешкало 30 278 осіб у 11 871 домогосподарстві у складі 7859 родин. Густота населення становила 368 осіб/км².  Було 13093 помешкання (159/км²).
Расовий склад населення:
| - 77,7 % — білих - 14,7 % — чорних або афроамериканців - 0,8 % — азіатів - 0,3 % — корінних американців - 0,1 % — вихідців з тихоокеанських островів - 4,4 % — осіб інших рас |

До двох чи більше рас належало 2,1 %. Частка іспаномовних становила 8,0 % від усіх жителів.
За віковим діапазоном населення розподілялося таким чином: 24,2 % — особи молодші 18 років, 62,2 % — особи у віці 18—64 років, 13,6 % — особи у віці 65 років та старші. Медіана віку мешканця становила 36,6 року. На 100 осіб жіночої статі у місті припадало 92,3 чоловіків;  на 100 жінок у віці від 18 років та старших — 88,1 чоловіків також старших 18 років.
Середній дохід на одне домашнє господарство  становив 68 735 доларів США (медіана — 47 957), а середній дохід на одну сім'ю — 80 432 долари (медіана — 59 698). Медіана доходів становила 42 071 долар для чоловіків та 35 560 доларів для жінок. За межею бідності перебувало 12,8 % осіб, у тому числі 18,0 % дітей у віці до 18 років та 10,2 % осіб у віці 65 років та старших.
Цивільне працевлаштоване населення становило 14 358 осіб. Основні галузі зайнятості: освіта, охорона здоров'я та соціальна допомога — 23,6 %, роздрібна торгівля — 12,4 %, виробництво — 11,8 %, мистецтво, розваги та відпочинок — 11,7 %.